# Deaver (Wyoming)
Deaver é uma cidade  localizada no estado norte-americano de Wyoming, no Condado de Big Horn.

## Demografia
Segundo o censo norte-americano de 2000, a sua população era de 177 habitantes.
Em 2006, foi estimada uma população de 178, um aumento de 1 (0.6%).

## Geografia
De acordo com o United States Census Bureau tem uma área de
2,6 km², dos quais 2,6 km² cobertos por terra e 0,0 km² cobertos por água.

## Localidades na vizinhança
O diagrama seguinte representa as localidades num raio de 52 km ao redor de Deaver.